# Apostoliska prefekturen i Sverige
Apostoliska prefekturen i Sverige (latin: Praefectura Apostolica Sueciae) var den apostoliska prefektur som företrädde katolska kyrkan i Sverige 1781–1783. Den svarade för täckningen av dagens Sverige och Finland. Prefekturen, vars organisation i praktiken utgjordes av en mission under abbé Nicolaus Oster, möjliggjordes efter att katoliker gavs ökad religionsfrihet i Sverige efter reformationen genom toleransediktet 1781.
Prefekturen upplyftes ur det tidigare så kallade Apostoliska vikariatet i de nordiska missionerna (1667–1783 för Sveriges del) och efterträddes av och uppgick i Apostoliska vikariatet i Sverige 1783.